# Meir Alberton
Meir Alberton (ur. w 1900 w Berszadzie, zm. 20 listopada 1947 w Czkałowie) – pisarz.

## Życiorys
Urodził się w rodzinie Josifa Albertona w Berszadzie (dlatego Meir Josifowicz Alberton). W Bersztadzie spędził dzieciństwo i uczył się w szkołach religijnych i świeckiej szkole rosyjskiej. Po ukończeniu nauki wyjechał do Odessy, gdzie podjął pracę w zakładach metalurgicznych. Po rewolucji 1918 roku pracował jako nauczyciel. Następnie przeniósł się do Dniepropietrowska, gdzie pracował jako robotnik w fabryce, wstąpił do szkoły fabrycznej (arbfak). Ukończył wyższe studia na wydziale inżynierii. W 1926 roku zaczął publikować swoje opowiadania, w charkowskich czasopismach jidysz Prolit (literatura proletariacka) i Di royte velt (Czerwony świat). Interesowały go tematy związane ze środowiskiem robotniczym, młodzieżą w małych miasteczkach. Pisarstwo Albertona koncentrowało się na udziale Żydów sowieckich w industrializacji Rosji Sowieckiej.
Gdy w 1928 roku Birobidżan został ogłoszony terytorium żydowskim, udał się tam z pierwszą grupą migrantów, spędził tam znaczną część czasu i publikował w prasie reportaże o życiu i pracy żydowskich mieszkańców tajgi. Spędził tam kilka lat, które zaowocowały napisaniem powieści Birobidżan. Oglądał kopalnie węgla w Donbasie, dokąd udała się także młodzież żydowska. W 1941 roku został ewakuowany za Ural wraz z hutą, gdzie pracował od świtu do zmierzchu z osobistościami, o których później pisał. Mieszkał z rodziną w uralskim mieście Czkałow (Orenburg) i tam zmarł nie ukończywszy swojego ostatniego dzieła, Uraler giboyrim (Uralscy bohaterowie), którego fragmenty opublikował w gazecie Eynikyt (Jedność) oraz w gazetach moskiewskich.

## Publikacje
- Birobidzhan, veg-ayndrukn, Charków 1929, Lipsk 1932
- Fyoder Zubakov, Charków 1930
- Di komune, Charków 1930
- Szachtes (jid. „Kopalnie”, Moskwa 1931)
- Cu di naje szachtorim (jid. „Do nowych górników”, Charków 1931)